# Laucha, Gotha
Laucha là một đô thị ở huyện Gotha, ở bang Thüringen, Đức. Đô thị này có diện tích 6,65 kilômét vuông, dân số thời điểm ngày 31 tháng 12 năm 2006 là 533 người.